# William Henry Vanderbilt
William Henry Vanderbilt (8 mai 1821 à New Brunswick (New Jersey) – 8 décembre 1885 à New York) est un homme d'affaires américain et un membre de l'importante famille Vanderbilt. Il est un des treize enfants de Cornelius Vanderbilt (1794-1877) surnommé le Commodore. À sa mort, il est l'homme le plus riche du monde.

## Biographie

### Enfance
William Vanderbilt nait à New Brunswick, au New Jersey le 8 mai 1821. En 1841 il épouse Maria Louisa Kissam (1821–1896), fille d'un ministre presbytérien. En 1877, il hérite de son père, le « Commodore » Cornelius Vanderbilt, magnat des chemins de fer, environ 100 millions de dollars. Lorsqu'il meurt à son tour neuf ans plus tard, cette somme atteignait 194 millions.

### Carrière
Son père a soigneusement supervisé sa formation dans les affaires, le faisant débuter à 19 ans comme commis dans une banque de New York. Après avoir rejoint la direction de la compagnie Staten Island Railway, il en est le président en 1862, puis trois ans plus tard il est nommé vice-président de la Hudson River railway.
Il succède à la mort de son père et devient président de la Lake Shore and Michigan Southern Railway, de la Canada Southern Railway et la Michigan Central Railroad.

### Décès
Il meurt le 8 décembre 1885 à New York City. Il est inhumé dans le mausolée de la famille Vanderbilt au cimetière morave de New Dorp à Staten Island, New York. Son capital est partagé entre ses huit enfants et sa femme ; une grosse part va aux deux fils aînés, William Kissam Vanderbilt et Cornelius Vanderbilt II.

### Enfants
Les enfants de William H. Vanderbilt et de Maria Louisa Kissam :
- Cornelius Vanderbilt II (1843–1899)
- Margaret Louisa Vanderbilt Shepard (1845–1924)
- Allen Vanderbilt (1846–1858)
- William Kissam Vanderbilt (1849–1920)
- Emily Thorn Vanderbilt (1852–1946)
- Florence Adele Vanderbilt Twombly (en) (1854–1952)
- Frederick William Vanderbilt (1856–1938)
- Eliza Osgood Vanderbilt Webb (en) (1860–1936), épouse de William Seward Webb (en)
- George Washington Vanderbilt II (1862–1914)

## Holdings ferroviaires

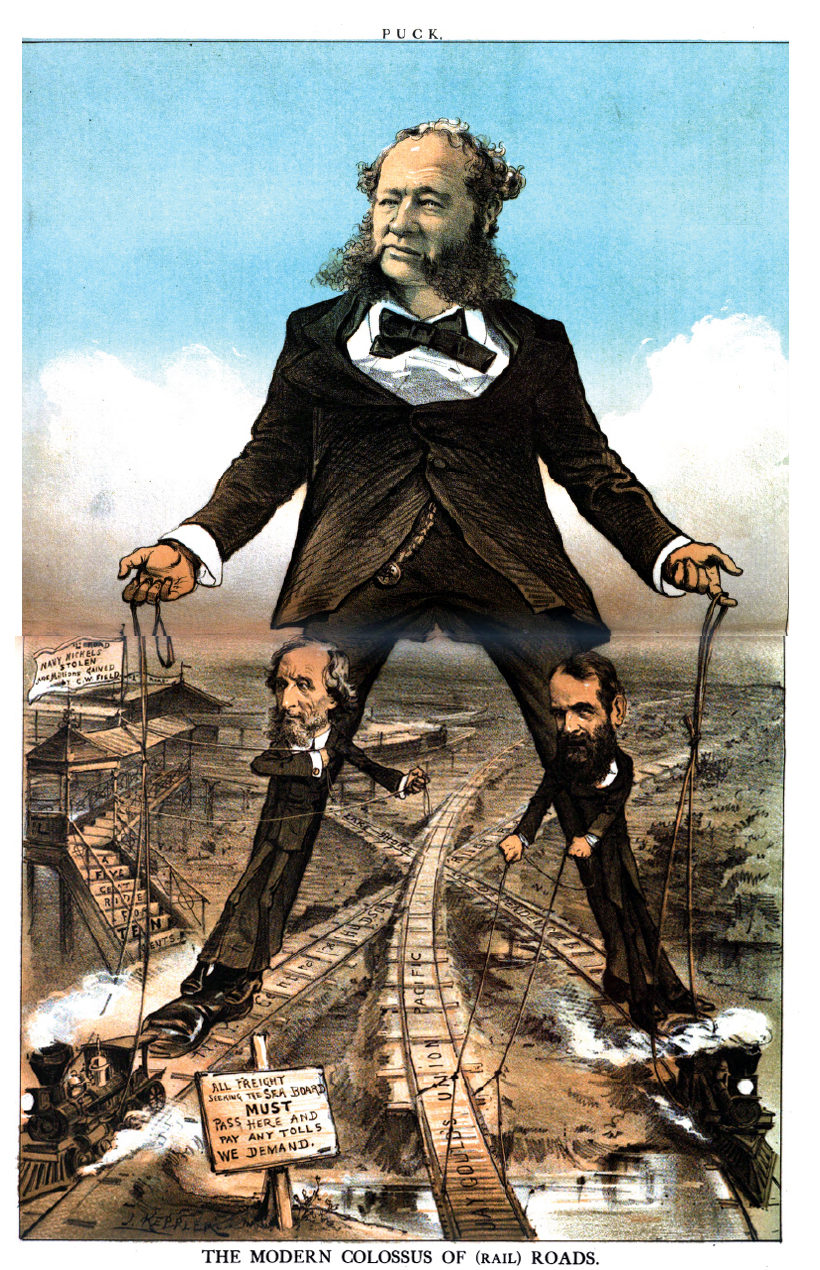
The Modern Colossus of Rail Roads.

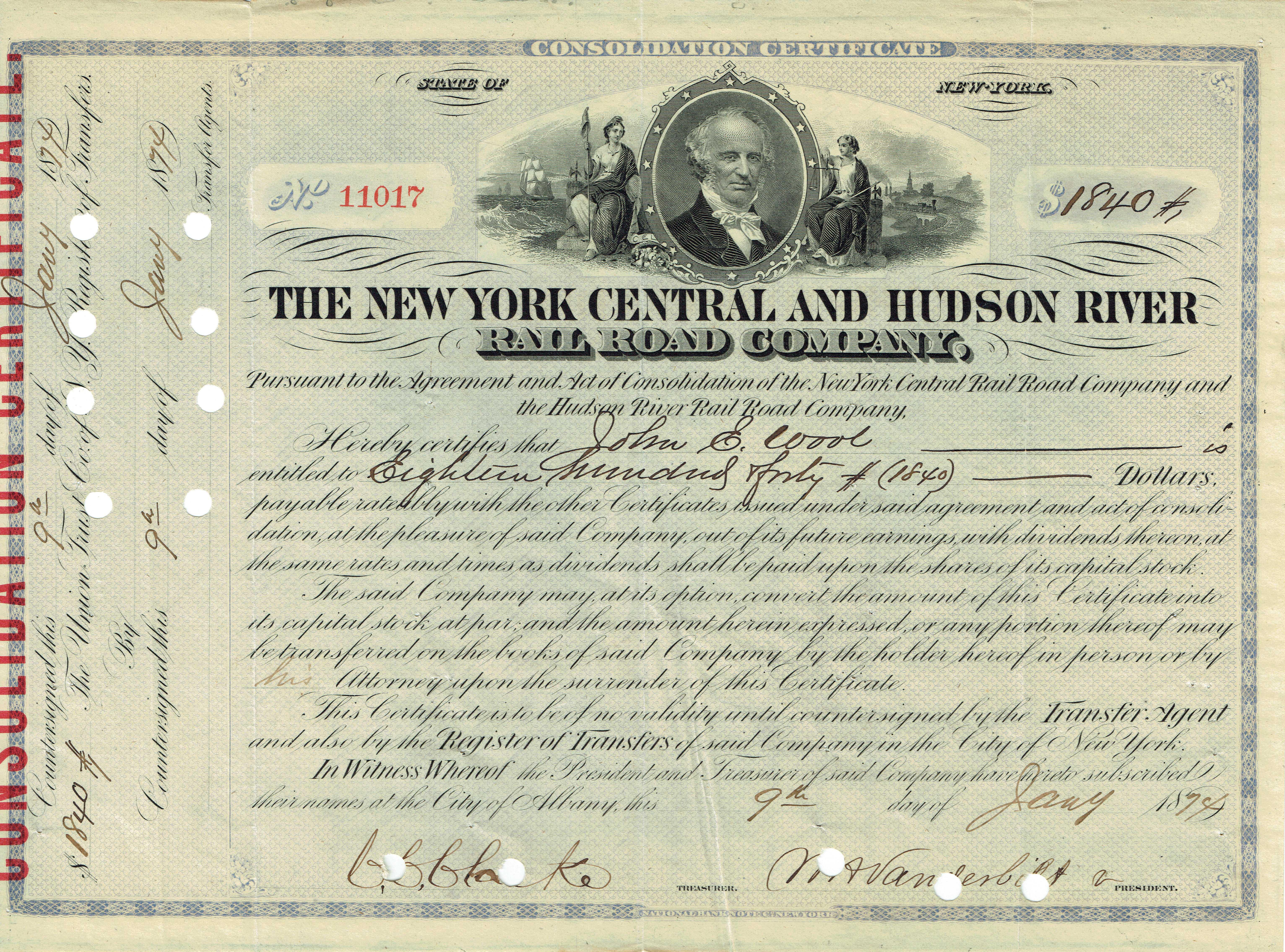
Consolidation Certificate de la New York Central and Hudson River Rail Road Company en date du 9 janvier 1874, signé par le président William Henry Vanderbilt.

Il contrôlait les compagnies suivantes :
- Chicago, Burlington and Quincy Railroad
- Chicago and Canada Southern Railway (en)
- Detroit and Bay City Railroad
- Hudson River Railroad
- Hudson River Bridge (en)
- Joliet and Northern Indiana Railroad
- Michigan Midland and Canada Railroad
- New York Central and Hudson River Railroad
- New York Central Sleeping Car Company
- New York and Harlem Rail Road (en)
- Spuyten Duyvil and Port Morris Railroad
- Staten Island Rail-Road

## Télévision
William Henry Vanderbilt fait partie des grands magnats de l'Amérique traités dans le cadre de l'émission Secrets d'histoire, intitulée  Gatsby et les Magnifiques, diffusée le 1er octobre 2013 sur France 2.

## Sources
- (en) Cet article est partiellement ou en totalité issu de l’article de Wikipédia en anglais intitulé « William Henry Vanderbilt » (voir la liste des auteurs).
- William Henry Vanderbilt, in "Encyclopædia Britannica", 2008
- Vanderbilt, Cornelius, in "Appletons' Cyclopædia of American Biography", 1889